# Honavar
Honavar es un municipio de la India situado en el distrito de Uttara Kannada, en el estado de Karnataka. Según el censo de 2011, tiene una población de 19 109 habitantes.